# Министерство миграции и убежища Греции
Министерство по вопросам миграции и убежища Греции (греч. Υπουργείο Μετανάστευσης και Ασύλου) — греческое министерство. Действующим министром с 28 июня 2025 года является Атанасиос Плеврис.
Создано 4 ноября 2016 года как Министерство миграционной политики Греции (греч. Υπουργείο Μεταναστευτικής Πολιτικής) и называлось так до 9 июля 2019 года. 9 июля 2019 года произошло слияние министерства миграционной политики и министерства защиты граждан Греции. 20 января 2020 года из министерства защиты граждан Греции выделено министерство по вопросам миграции и убежища Греции.

## Список министров

### 2016—2019
| Имя            | Начало полномочий | Конец полномочий | Кабинет                                             |
| -------------- | ----------------- | ---------------- | --------------------------------------------------- |
| Яннис Музалас  | 5 ноября 2016     | 28 февраля 2018  | Правительство Алексиса Ципраса (сентябрь 2015 года) |
| Димитрис Вицас | 28 февраля 2018   | 8 июля 2019      | Правительство Алексиса Ципраса (сентябрь 2015 года) |

### 2020 — н. в.
| Имя              | Начало полномочий | Конец полномочий | Кабинет                              |
| ---------------- | ----------------- | ---------------- | ------------------------------------ |
| Нотис Митаракис  | 15 января 2020    | 26 мая 2023      | Первый кабинет Мицотакиса            |
| Даниил Эздрас    | 26 мая 2023       | 27 июня 2023     | Технический кабинет Иоанниса Сармаса |
| Димитрис Керидис | 27 июня 2023      |                  | Второй кабинет Мицотакиса            |